# Interahamwe
L’Interahamwe che in lingua kinyarwanda significa coloro che lavorano insieme, è una milizia paramilitare hutu in Ruanda formatasi nel 1994. Inizialmente fu l'ala giovanile del Movimento Repubblicano Nazionale per la Democrazia e lo Sviluppo e durante il genocidio ruandese il termine andò ad indicare qualsiasi banda che desse la caccia ai rwandesi di etnia tutsi. Inoltre la milizia godeva dell'appoggio del governo ruandese (dominato dai rwandesi di etnia hutu), che in quel periodo portava avanti il genocidio, in seguito alla vittoria del Fronte Patriottico Ruandese. Nel luglio 1994 i membri dell'organizzazione furono cacciati dal territorio ruandese sconfinando nello Zaire (l'attuale Repubblica Democratica del Congo).
Attualmente l'organizzazione è considerata terrorista dalla maggior parte dei governi occidentali così come da alcuni governi africani, tra cui il Ruanda, la Repubblica Democratica del Congo e molti altri.